# دهستان سیستان
دهستان سیستان، یکی از دهستان‌های بخش سیستان شهرستان کوهپایه در استان اصفهان ایران است.

## جمعیت
براساس سرشماری عمومی نفوس و مسکن در سال ۱۳۹۵، جمعیت دهستان سیستان برابر با ۱،۰۷۶ نفر بوده‌است.